# Norma Haydee Calderón
Norma Haydee Calderón Arias (sinh ngày 4 tháng 4 năm 1967) là một chính trị gia người Honduras. Cô hiện đang giữ chức phó đại biểu của Quốc hội Honduras đại diện cho Đảng Tự do của Honduras cho Cortés.